# 福淳
福淳（1798年—1853年），字清彦，号瀛仙，高佳氏，满洲镶黄旗人，清朝官员，进士出身。

## 生平
道光五年（1825）乙酉科顺天乡试八十四名举人（隶鑲黃旗滿洲公喜倫佐領下），道光己丑科会试一百五十五名，殿试登三甲一百零一名进士。
历任山东乡试同考官，山东恩县知县，陕西榆林、咸宁等县知县以及陕西孝义厅同知等职。

## 家庭
- 曾祖高钰 (清朝)，官山东兖州镇总兵、江南壽春鎮總兵；曾祖母鍾氏（父鍾國鼎）。其胞兄凉州镇总兵高述明（子文华殿大学士文端公高晋），文渊阁大学士文定公高斌。
- 祖父高觀，驍騎校。祖母黄氏（父黃煓）。胞姊高氏，嫁正白旗满洲喜塔臘氏誠倫（父文华殿大学士文端公來保；胞叔常安，其子總管內務府大臣三等承恩公和爾經額，孙女喜塔臘氏封嘉庆帝之孝淑睿皇后）。
- 伯祖父高謙。妻完顏氏（父内务府镶黄旗满洲、康熙辛丑科進士留保）。
- 伯祖父高益，浙江處州鎮總兵。原配姚氏，其父正白旗汉军、江寧織造、清西陵总管内务府大臣姚永泰，胞兄乾隆戊子科舉人姚明新（妻楊瓊華，著有《綠窗吟草》一卷，清道光十二年[1832] 刻本；其胞兄三等侍衛兼公中佐領楊長齡，父江蘇、云南按察使楊重英，祖父兵部尚書、雲貴總督楊應琚，曾祖廣東巡撫楊文乾，高祖湖廣總督清端公楊宗仁 (清朝)）。
- 父伊明阿，江西抚州府知府。母章佳氏。
- 胞叔伊昇阿。其子福海，孙女高佳氏三继嫁道光丙申進士宗室榮棻（字兰石；父宗室貴敬，先祖多羅僖敏貝勒海善、恭親王常寧（又常颖））。
- 胞叔伊桑阿，乾隆科举人，正紅旗漢軍副都統，历任山西、贵州、云南巡抚。子福泰。
- 妻薩克達氏。
- 女高佳氏，嫁鑲藍旗滿洲、咸豐五年乙卯舉人什勒氏瑞昌。其父道光乙未科進士春輅，母博爾濟吉特氏（胞兄正白旗蒙古、道光癸巳科進士博迪蘇，父二等侍衛策齡，祖父头等侍卫、庫倫辦事大臣德勒克札布，曾祖一等子爵文都遜），胞叔道光乙未科同榜进士春熙 (道光十五年進士)（春熙、春輅兄弟与福淳道光五年（1825）乙酉顺天乡试同榜），祖父陕甘总督恩特亨額。[2][3][4] 子長啟。
- 福淳与姻戚内务府正白旗汉军李氏舒貴进士同榜。舒貴的先祖内务府佐领李維屏（又黑達塞）娶镶黄旗满洲、文华殿大学士文端公高晉之姊高佳氏。